# Operações navais no Ártico durante a Segunda Guerra Mundial

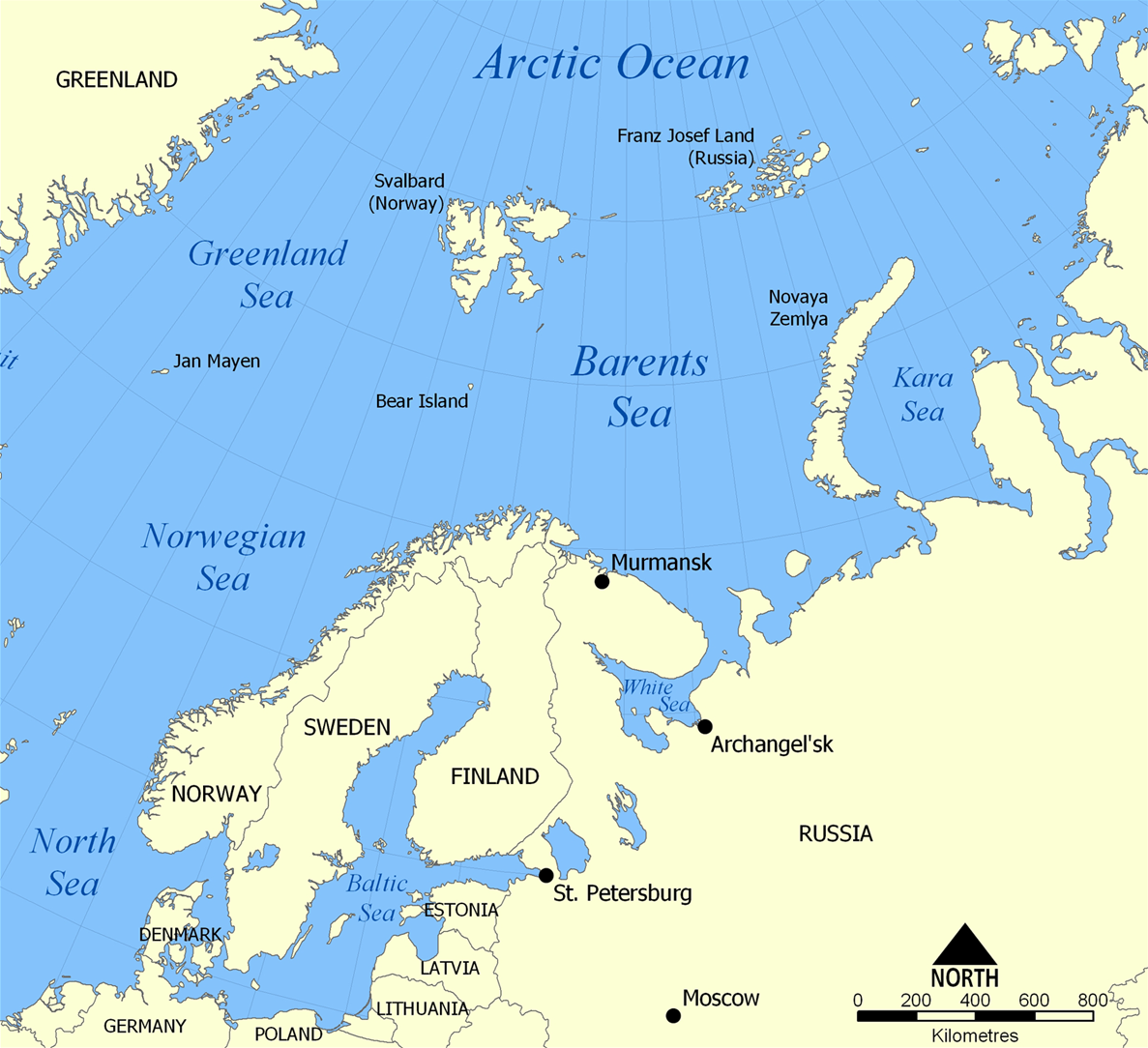
Mapa do Oceano Ártico

Durante a Segunda Guerra Mundial, o Oceano Ártico foi importante e amplamente utilizado para esforço de guerra, tanto por parte do Eixo, quanto por parte dos Aliados.
O Círculo Polar Ártico, abrange o Oceano Atlântico desde o extremo norte da Islândia até o Estreito de Bering. A área é frequentemente considerada parte da Batalha do Atlântico ou do Teatro Europeu da Segunda Guerra Mundial. A navegação pré-guerra se concentrou na pesca e no comércio internacional de minério a partir de Narvik e Petsamo. Os assentamentos soviéticos ao longo da costa e dos rios do Mar de Barents e do Mar de Kara dependiam do transporte costeiro de verão para suprimentos de ferrovias em Arkhangelsk e Murmansk. A União Soviética estendeu a Rota do Mar do Norte, passando a Península de Taymyr até o Estreito de Bering, em 1935.
A Guerra de Inverno abriu o flanco norte da frente oriental da Segunda Guerra Mundial . A presença naval soviética no Ártico foi inicialmente denominada Frota do Norte e era composta de alguns destróieres com maior número de submarinos, caçadores de minas e cortadores de torpedos suportados por um quebra-gelo. Com o sucesso da invasão alemã da Noruega, a Kriegsmarine agora possuía bases navais a partir das quais os navios alemães poderiam desafiar unidades da frota Marinha Real. As aeronaves da Luftwaffe, Kampfgeschwader 26 (KG 26) e Kampfgeschwader 30 (KG 30) operavam de forma ininterrupta a partir dos aeroportos da Noruega, enquanto o reconhecimento de rotina era realizado pelas aeronaves Küstenfliegergruppen, incluindo Heinkel He 115s e Blohm & Voss BV 138s. Para apoiar a União Soviética contra a invasão alemã, os Aliados enviaram uma série de comboios PQ e JW trazendo suprimentos militares para a União Soviética. Os comboios eram guarnecidos por formações de cargueiros rastreados por destróieres, corvetas e caça-minas. Os cruzadores de escolta normalmente manobravam fora da formação, enquanto uma força de cobertura maior, incluindo navios de guerra e porta-aviões, costumava andar nas proximidades para envolver navios-capitânia de Kriegsmarine ou invadir suas bases norueguesas. 
A União Soviética e a Alemanha empregaram comboios costeiros menores para manter o fluxo de suprimentos para a costa ártica soviética, transportar minérios de metal estratégicos para a Alemanha e sustentar tropas em ambos os lados do flanco norte da frente oriental. Os comboios soviéticos circundavam a costa para evitar o gelo, enquanto comboios alemães usavam fiordes para fugir das patrulhas da Marinha Real. Ambos os lados dedicaram esforços contínuos à remoção de minas e a elaboração de emboscadas submarinas. Os comboios alemães eram tipicamente rastreados por caçadores de minas e caçadores de submarinos, enquanto os comboios soviéticos eram frequentemente protegidos por arrastões e cortadores de torpedos. Uma filial da Rota do Pacífico começou a transportar mercadorias advindas pela lei Lend-Lease através do Estreito de Bering para a costa do Ártico soviético em junho de 1942. O número de viagens de navios de carga na direção oeste ao longo dessa rota foi de 23 em 1942, 32 em 1943, 34 em 1944 e 31 depois que a Alemanha se rendeu em 1945. A tonelagem total para oeste através do Estreito de Bering foi de 452 393 em comparação com 3 964 231 toneladas de mercadorias de guerra da América do Norte enviadas através do Atlântico aos portos do Ártico soviético. Uma grande parte da tonelagem da rota do Ártico era combustível para os aeródromos da Sibéria na rota aérea do Alasca-Sibéria.

## 1939 - Início do conflito e Guerra de Inverno
- 6 de setembro de 1939: O cargueiro Bremen foi o primeiro dos 18 navios mercantes alemães a se refugiar em Murmansk, para desviar das patrulhas navais britânicas no Atlântico.
- 30 de novembro de 1939: A ofensiva da Guerra de Inverno contra Petsamo foi apoiada pelos destróieres da Frota do Norte soviética Kuibishev, Karl Liebknecht e Grozny.[5]

## 1940 - Invasão da Noruega

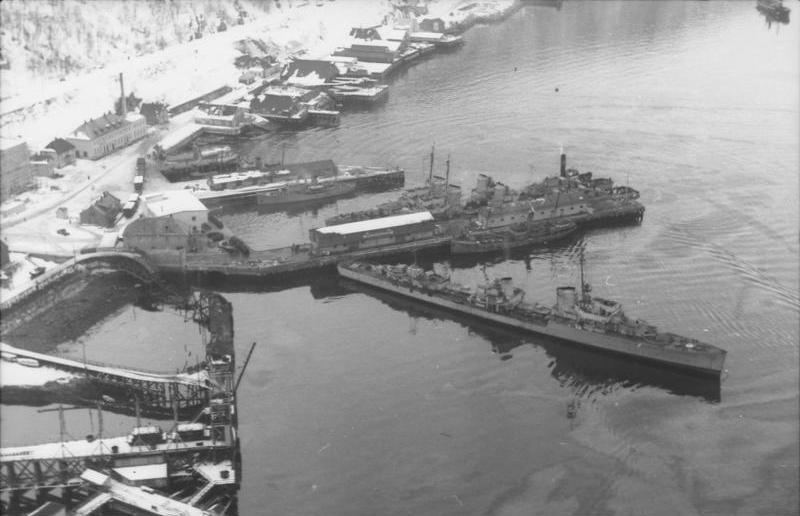
Destróiers Diether von Roeder e Wolfgang Zenker em Narvik.

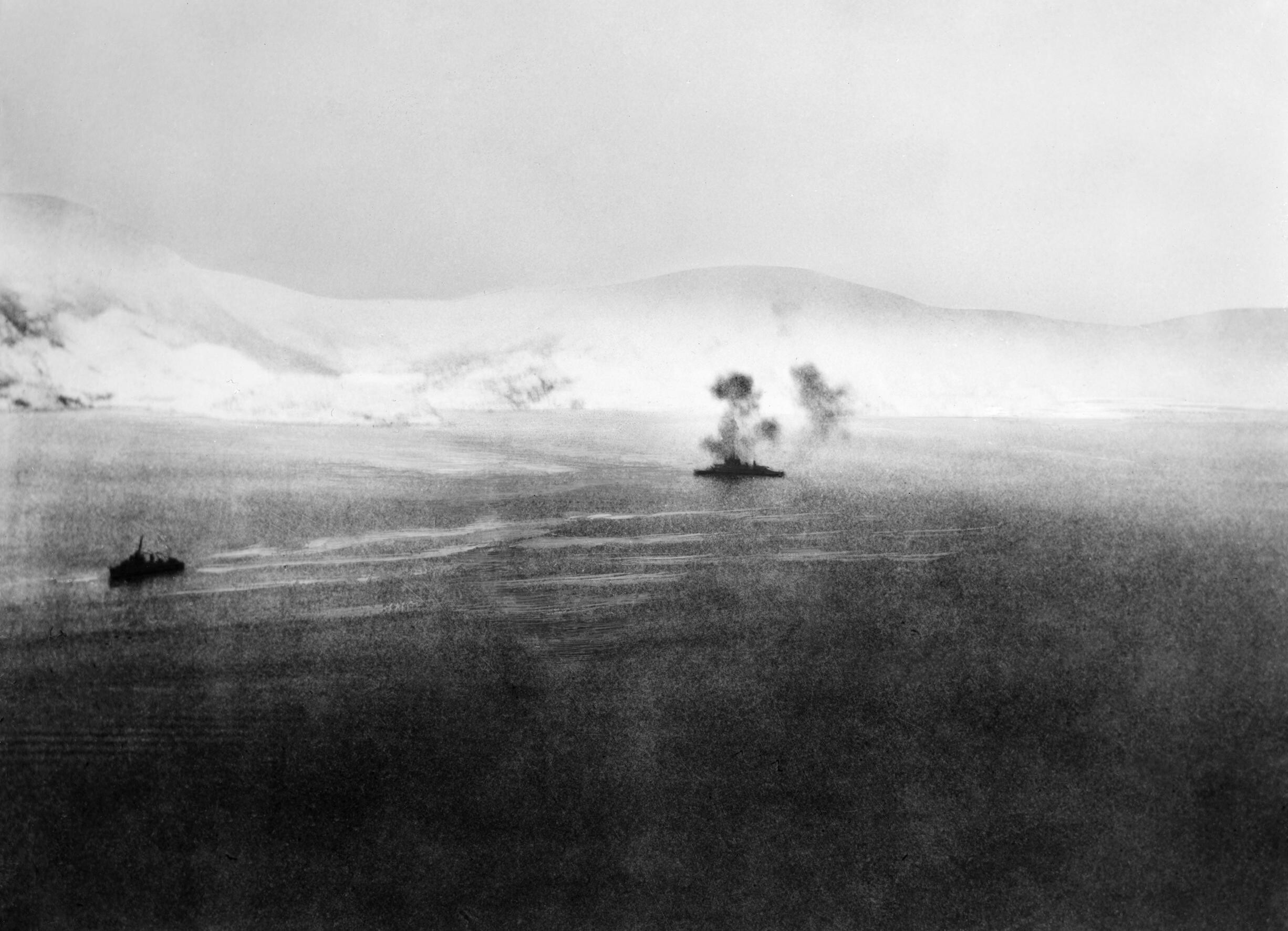
HMS Warspite em um ataque a Narvik.

Ataque da Operação Claymore.

- Abril de 1940: A Operação Weserübung promoveu uma invasão ao porto norueguês de Narvik, através de tropas embarcadas a bordo de dez destróieres Kriegsmarine. Tendo a cobertura do navios de guerra Scharnhorst e Gneisenau, com o HMS Renown. As subsequentes batalhas em Narvik foram travadas pelos navios de defesa costeira norueguesa Eidsvold e Norge, contra os submarinos e unidades da Marinha Real.
- 4 de maio de 1940: O contratorpedeiro polonês ORP Grom foi afundado em Narvik por um bombardeiro KG 100.
- 21 de maio de 1940: HMS Effingham foi afundado após atracar em um pináculo raso perto de Narvik.
- 4 de junho de 1940: A Operação Alfabeto evacuou 24 600 soldados aliados de Narvik.
- 8 de junho de 1940: Poderosos ataques vindos dos navios de guerra alemães Scharnhorst e Gneisenau afundaram o porta-aviões britânico HMS Glorious e seus destróires HMS Acasta e Ardent durante a Operação Juno.
- 9 de julho de 1940: Raider Komet navegou para o norte de Bergen e esperou perto de Novaya Zemlya até 13 de agosto de 1940, quando as condições do gelo permitiram a passagem do Estreito de Matochkin até o Mar de Kara. Komet seguiu para o leste com a ajuda de três quebra-gelo soviéticos para entrar no Oceano Pacífico através do Estreito de Bering em 5 de setembro de 1940. O submarino soviético Shch-423 fez uma viagem semelhante de Murmansk a Vladivostok de 5 de agosto a 17 de outubro.
- 25 de julho de 1940: O Admiral Hipper partiu para uma patrulha no Ártico de duas semanas.
- 15 de agosto de 1940: O transporte do exército USAT American Legion partiu de Petsamo para Nova Iorque, transportando cidadãos americanos da Finlândia, Estônia, Letônia, Lituânia, Suécia, Dinamarca, Noruega, Alemanha e Holanda. A American Legion também carregava a princesa Marta da Suécia com seus filhos e uma arma Bofors de 40 mm fabricada na Suécia, que se tornou o protótipo para a fabricação americana da principal arma antiaérea da Marinha dos Estados Unidos na Segunda Guerra Mundial.
- 25 de agosto de 1940: O HMS Norfolk e o HMAS Australia partiram para uma patrulha de cinco dias em Bear Island.
- 16 de outubro de 1940: O HMS Furious lançou um ataque aéreo contra a base de hidroaviões de Tromsø.

- 4 de março de 1941: O HMS Edinburgh e a Nigeria cobriram o ataque da Operação Claymore em Lofoten.
- 11 de abril de 1941: O HNoMS Mansfield destruiu a fábrica de óleo de peixe de Øksfjord.
- 7 de maio de 1941: Os contratorpedeiros HMS Somali, Bedouin, Eskimo e HMAS Nestor capturaram documentos de código a bordo do navio meteorológico alemão München, próximo a Jan Mayen, enquanto estavam cobertos pelos cruzadores HMS Edinburgh, Manchester e HMS Birmingham. A HMS Nigeria fez uma captura semelhante do navio meteorológico Lauenburg em 28 de junho.[5]

## 1941 - Invasão da União Soviética
- 25 de junho de 1941: A unidade naval soviética Mossovet veio ao socorro de Titovka e os destróiers soviéticos Kuibishev e Uritski desembarcaram reforços adicionais em 30 de junho.
- 1 de julho de 1941: O U-451 e o U-652 são os primeiros submarinos a passar pelo Ártico.
- 12 de julho de 1941: Os contratorpedeiros da alemães Z4 Richard Beitzen, Z7 Hermann Schoemann, Z10 Hans Lody, Z16 Friedrich Eckoldt e Z20 Karl Galster atacaram um pequeno comboio soviético perto do Cabo Teriberski.
- 14 de julho de 1941: Os contratorpedeiros soviéticos Gromky, Gremyashchy, Stremitleny e Kuibishev retardaram o avanço alemão as margens do Rio Zapadnaya Litsa.
- 20 de julho de 1941: O contratorpedeiro soviético Stremitleny foi afundado na Baía de Kola por um Junkers Ju 87 Stuka.
- 23 de julho de 1941: Os contratorpedeiros alemães, Z4 Richard Beitzen, Z7 Hermann Schoemann, Z16 Friedrich Eckoldt e Z20 Karl Galster, afundaram o navio soviético Meridian, perto de Teriberka.
- 30 de julho de 1941: O HMS Furious e Victorious lançaram ataques aéreos em Petsamo e Kirkenes. O Victorious lançou outro ataque aéreo em Tromsø em 31 de julho. Esses ataques aéreos impediram a partida de uma patrulha de contratorpedeiros da Kriegsmarine.
- 31 de julho de 1941: O HMS Nigeria, Aurora, Punjabi e Tartar destruíram uma estação meteorológica em Bear Island.
- Agosto de 1941: Os submarinos britânicos HMS Tigris e Trident foram transferidos para o porto de Murmansk.
- 10 de agosto de 1941: Os contratorpedeiros alemães Z4 Richard Beitzen, Z10 Hans Lody e Z16 Friedrich Eckoldt afundaram o navio de patrulha soviético Tuman perto da Baía de Kola. O U-451 afundou o navio-patrulha soviético Zhemchug na entrada do Mar Branco.
- 19 de agosto de 1941: A divisão marinha Imperatriz Troopship partiu de Scapa Flow, no Canadá com o HMS Aurora, Nigeria, Icarus, Antelope e Anthony para evacuar os residentes soviéticos e noruegueses após a destruição das minas de carvão de Spitsbergen no âmbito da Operação Gauntlet. Os navios de guerra encontraram um comboio de tropas alemãs perto de Porsangerfjorden e afundaram-as próximo a Bremse, em 6 de setembro.
- 26 de agosto de 1941: O U-571 afundou o cargueiro Mariya Ulyanova, de 3870 toneladas.
- 31 de agosto de 1941: O comboio Dervixe chegou em Arcangel, iniciando o transporte de materiais de guerra dos Aliados pela Noruega para a União Soviética. O comboio foi escoltado pelo HMS Devonshire, Suffolk e o Victorious, que lançou ataques aéreos contra Tromsø.
- 12 de setembro de 1941: O submarino soviético Shch-422 afundou o cargueiro Ottar Jarl, de 1459 toneladas, ao largo de Tanafjord.
- 27 de setembro de 1941: Max Aitken, Lord Beaverbrook e W. Averell Harriman chegaram a Arcangel a bordo do HMS London.
- 7 de outubro de 1941: O HMS Victorious lançou um ataque aéreo contra Vestfjorden.[6][7]

## 1942 - Comboios PQ

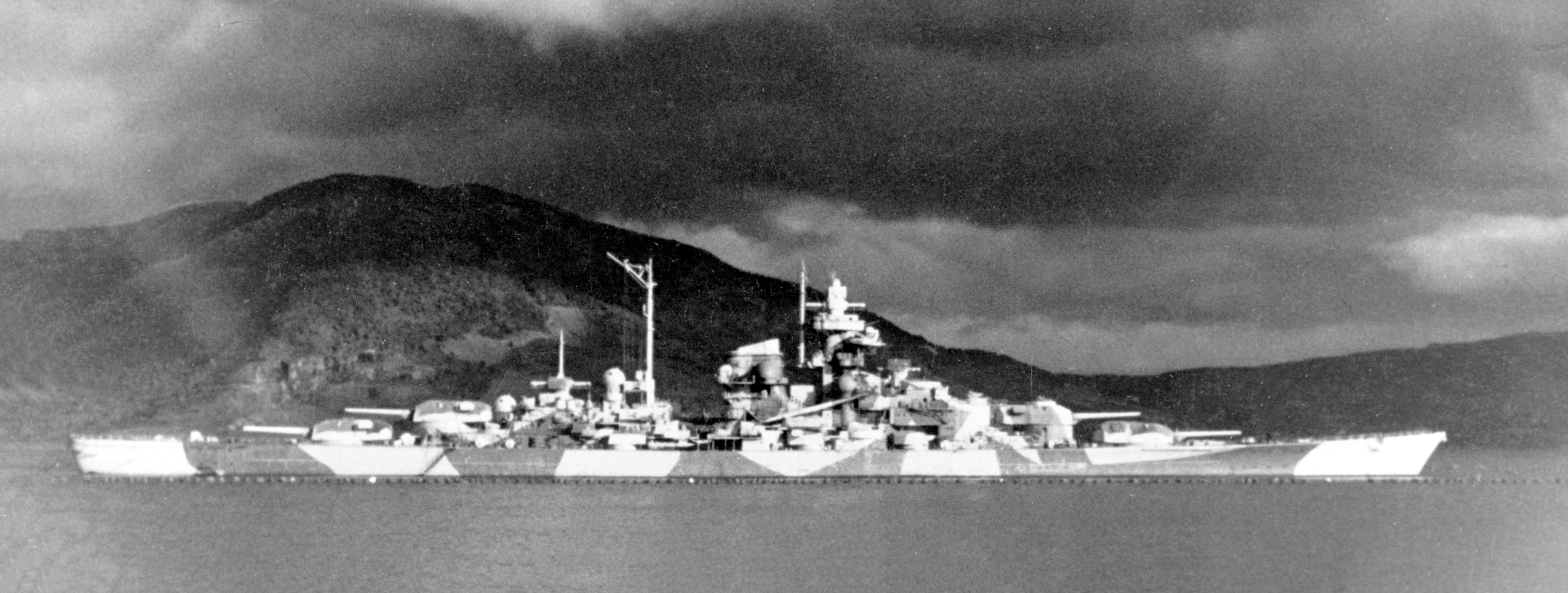
Tirpitz, na Noruega.

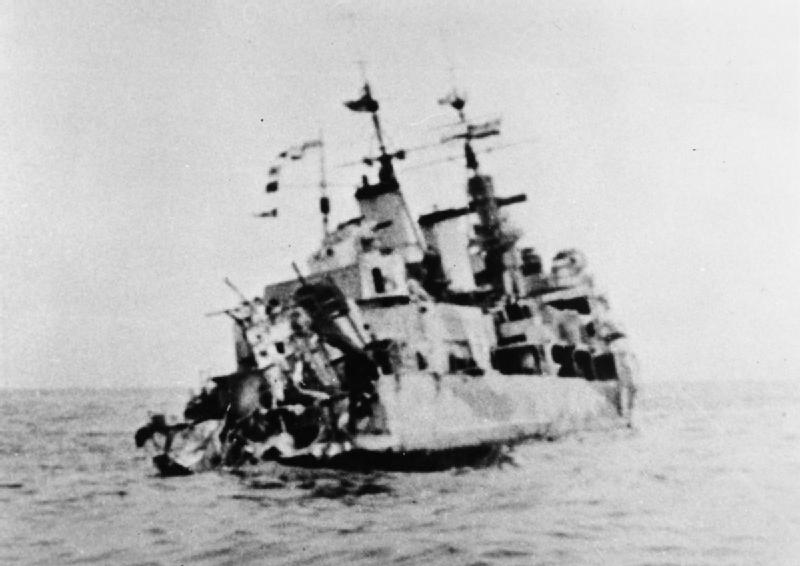
HMS Edinburg, em batalha.

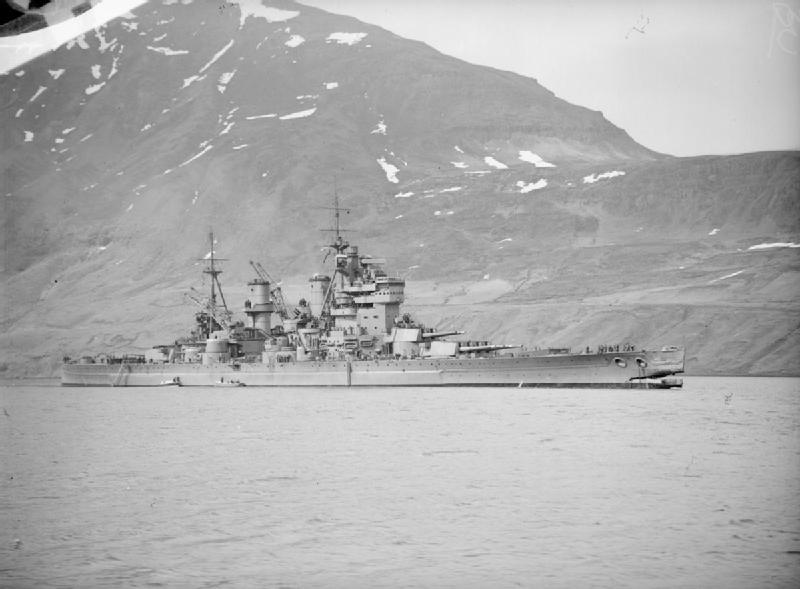
HMS King George V.

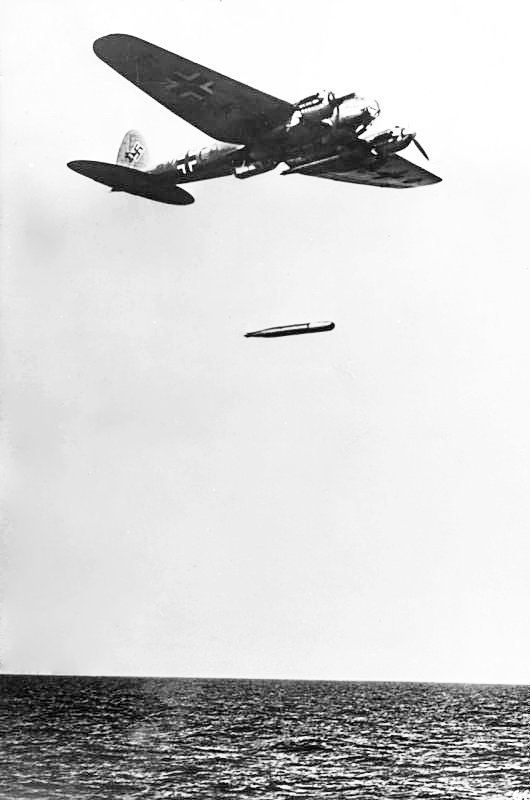
Planador e bombardeiro alemão KG 26 He 111 em missão.

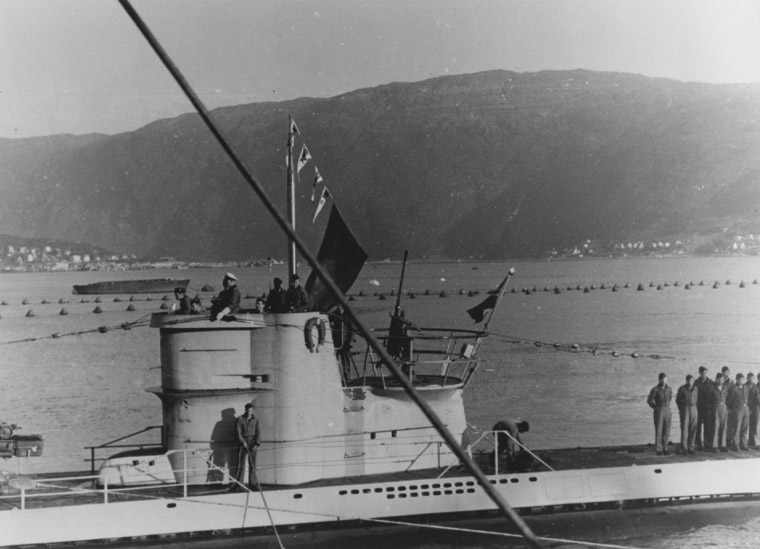
U-255, pintado de branco, camuflagem usada no ártico.

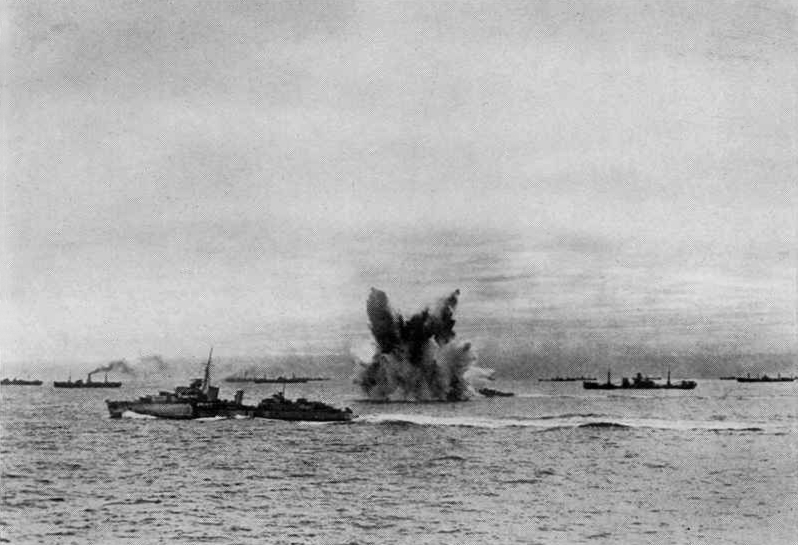
Comboio PQ 18 sendo atacado.

- 11 de outubro de 1941: O comboio PQ 1, escoltado por HMS Suffolk, chegou a Arcangel.
- 17 de outubro de 1941: O submarino soviético Shch-402 afundou o Vesteraalen de 682 toneladas em Soroysundet
- 18 de outubro de 1941: O U-132 afundou o Argun de 3487 toneladas na entrada do Mar Branco.
- 30 de outubro de 1941: O comboio PQ 2 chegou a Arcangel. O comboio de retorno PQ 2 partiu em 2 de novembro.
- 28 de novembro de 1941: O comboio PQ 3 e o comboio PQ 4 chegaram a Arcangel. O comboio de retorno PQ 3 partiu em 27 de novembro.
- 3 de dezembro de 1941: O submarino soviético K-3 foi forçado a emergir após danos causados pelos submarinos alemães UJ 1403, UJ 1416 e UJ 1708. O submarino envolveu os alemães em tiroteios e o UJ 1708 foi afundado, enquanto os outros recuavam.
- 7 de dezembro de 1941: Anthony Eden chegou a Murmansk a bordo do HMS Kent.
- 12 de dezembro de 1941: O comboio PQ 5 chegou a Arcangel.
- 21 de dezembro de 1941: O submarino soviético M-174 afundou o Emshorn de 4301 toneladas ao largo do Fiorde de Varanger.
- 23 de dezembro de 1941: O comboio PQ 6 chegou a Murmansk.
- 25 de dezembro de 1941: Os U-134 , U-454 e U-584 formaram o grupo Ulan patrulhando ao sul de Bear Island para afundar comboios PQ até 14 de março de 1942.
- 26 de dezembro de 1941: O HMS Arethusa cobriu o ataque da Operação Tornozeleira em Lofoten.
- 11 de janeiro de 1942: O comboio PQ 7 chegou a Murmansk depois que o U-134 afundou o Waziristão de 5135 toneladas.

- 14 de janeiro de 1942: O submarino soviético S-102 afundou Turkheim de 1877 toneladas no Sytlefjord.
- 17 de janeiro de 1942: O U-454 danificou o Harmatris de 5395 toneladas e afundou o HMS Matabele do comboio PQ 8 quando o comboio chegou à baía de Kola. O encouraçado alemão Tirpitz que estava com base em Trondheim, onde sua presença exigia que a Frota Real mantivesse pelo menos um encouraçado moderno que poderia ter sido usado no Mediterrâneo ou no Pacífico.
- 5 de fevereiro de 1942: O submarino soviético Shch-421 afundou a Konsul Schulte, de 2975 toneladas, perto de Porsangerfjorden.
- 10 de fevereiro de 1942: Comboios combinados PQ 9 e 10 chegaram a Murmansk, escoltados por HMS Nigeria, Faulknor e Intrepid. A escolta partiu com o comboio de retorno PQ 7 em 12 de fevereiro.
- 15 de fevereiro de 1942: O submarino soviético S-101 afundou Mimona, 1147 toneladas, no Tanafjord.
- 23 de fevereiro de 1942: O comboio PQ 11 chegou a Murmansk. O Almirante Scheer se juntou ao Tirpitz em Trondheim.
- 24 de março de 1942: O comboio PQ 9, escoltado pelo HMS Sharpshooter, afundou o U-655.
- 27 de março de 1942: Um Bv 138 localizado em um comboio PQ 13 disperso pela tempestade, escoltado pelo HMS Trinidad, Eclipse e Fury. O KG 30 Junkers Ju 88 afundou Raceland de 4815 toneladas e Empire Ranger de 7007 toneladas enquanto os destróieres alemães Z24, Z25 e Z26 navegavam. O Z26 afundou o Bateau de 4687 toneladas antes de ser afundado por Trinidad. OTrinidad e Eclipse foram danificados. U-376 afundou Induna de 5086 tonelada e o U-435 afundou Effingham de 6421 toneladas.
- 1 de abril de 1942: O submarino soviético Shch-404 afundou Michael de 2318 toneladas no Tanafjord.
- 10 de abril de 1942: O comboio de retorno PQ 10 partiu da Baía de Kola, escoltado pelo HMS Liverpool, Oribi, Punjabi, Marne, Fury e Eclipse. O KG 30 Ju 88 afundou o Empire Cowper de 7164 toneladas e o Harpalion de 5486 toneladas. O U-435 afundou as 6008 toneladas do Occidente e as 5823 toneladas do Kiev.
- 19 de abril de 1942: O comboio PQ 14 chegou a Murmansk depois que o U-403 afundou o Empire Howard de 6985 toneladas.
- 24 de abril de 1942: O submarino soviético Shch-401 foi perdido depois de afundar Stensaas de 1359 toneladas.
- 28 de abril de 1942: O comboio de retorno PQ 11 partiu de Murmansk, escoltado por Edinburgh, Foresight, Forester, Bulldog, Amazon, Beagle e Beverley. O U-456 torpedeou o HMS Edinburgh. Os contratorpedeiros alemães Hermann Schoemann, Z24 e Z25 afundaram Tsiolkovski, com 2847 toneladas, e danificaram o Amazon. O Schoemann foi afundado pelo Edinburgh, enquanto os destróieres alemães o atacavam.
- 29 de abril de 1942: O submarino soviético M-171 afundou 4969 toneladas de Curityba ao largo do fiorde de Varanger.
- 5 de maio de 1942: O comboio PQ 15 chegou a Murmansk depois que o KG 26 Heinkel He 111 afundou o Botavon de 5848 toneladas e o Cape Corso de 3807 toneladas e danificou a Jutland de 6153 toneladas, que foi afundada pelo U-251. St Albans, da escolta do comboio, afundou acidentalmente o submarino polonês ORP Jastrząb. Na força de cobertura, o rei George V colidiu com Punjabi, e as explosões no destróier afundando danificaram o navio de guerra.
- 10 de maio de 1942: O Scheer mudou-se de Trondheim para Narvik.
- 14 de maio de 1942: Um bombardeiro de mergulho KG 30 Ju 88 afundou o HMS Trinidad.
- 15 de maio de 1942: A 11 Flotilha de U-boat foi estabelecida e sediada em Bergen para patrulhas no Oceano Ártico. O Sturzkampfgeschwader 5  Ju 87 atacou Murmansk, danificando o Yaka de 6187 toneladas e o submarino soviético Shch-403.
- 25 de maio de 1942: O Lützow se juntou ao Almirante Scheer em Narvik. O KG 26 e o KG 30 danificaram o Carlton de 5127 toneladas do Conboio PQ 16, e o U-703 afundou o Syros de 6191 toneladas. Ataques contínuos de aeronaves afundaram as embarcações Alamar, Mormacsul, Empire Lawrence, Empire Purcell, Lowther Castle e City of Joliet e danificaram Stari Bolchevique, Ocean Voice, Empire Baffin e HMS Garland antes que o comboio chegasse a Murmansk em 31 de maio.
- Em 1º de junho de 1942: O StG 5 Ju 87 afundou a Empire Starlight de 7850 toneladas e danificou o submarino soviético Shch-404 em Murmansk.
- 24 de junho de 1942: Um StG 5 Ju 87 afundou o HMS Gossamer na Baía de Kola.
- 4 de julho de 1942: Outro StG 5 Ju 87 afundou o navio Liberty Newport do comboio PQ 17 e o KG 26 He 111 afundou o Navarino de 4841 toneladas e danificou o navio William Hooper e o Azerbaidzhan de 6114 toneladas. Vinte e dois outros navios foram afundados por aeronaves e submarinos depois que o comboio se espalhou em 5 de julho para evitar ataques de navios de superfície alemães.
- 30 de julho de 1942: Os destróieres da Frota Soviética do Pacífico Razumny, Razyaryonny e Baku entraram no estreito de Bering e viajaram para o oeste para alcançar a frota do norte soviética em 14 de outubro.
- 1º de agosto de 1942: o U-601 afundou as 2513 toneladas do Krestyanin no Estreito de Kostin.
- 16 de agosto de 1942: Scheer deixou Narvik para a patrulha da Operação Wunderland, por duas semanas, no Mar de Kara.
- 25 de agosto de 1942: o HMS Marne, o HMS Martin e o HMS Onslaught afundaram o mineiro alemão Ulm, a leste de Bear Island.
- 12 de setembro de 1942: O comboio PQ 18, escoltado pelo HMS Faulknor, afundou o U-88 perto de Bear Island. Os navios U-405 e U-589 afundaram os navios Oliver Ellsworth e Stalingrado, com 3559 toneladas, em 13 de setembro, enquanto KG 26 e KG 30 bombardeiros afundou 5432 toneladas Wacosta, 4826 toneladas Oregonian, 6131 toneladas Macbeth, 5441 toneladas do Africander, 6209 toneladas do Império Stevenson, 7044 toneladas do Império Beaumont e 3124 toneladas do Sukhona. O U-457 afundou o Atheltemplar de 8992 toneladas em 14 de setembro, e HMS Onslow afundou o U-589. O HMS Impulsive afundou o U-457 em 16 de setembro. O Kentucky de 5446 toneladas foi afundado e o Troubador de 6458 toneladas foi danificado antes do comboio chegar a Murmansk.
- 13 de setembro de 1942: O comboio de retorno PQ 14 partiu de Arcangel. Em 20 de setembro, o U-435 afundou o HMS Leda, o U-255 afundou a Espada de Prata de 4937 toneladas e o U-703 afundou o HMS Somali. O U-435 afundou 5345 toneladas do Bellingham, 7174 toneladas do Ocean Voice e 3313 toneladas do Grey Ranger em 22 de setembro.
- 29 de outubro de 1942: A Operação FB tentou o encaminhamento independente de navios mercantes aliados. O U-586 afundou o Empire Gilbert de 6640 toneladas em 2 de novembro. O KG 30 Ju 88 afundou o Dekabrist de 7363 toneladas e o navio Liberty danificado William Clark e o Chulmleigh de 5445 toneladas que foram afundados pelos U-354 e U-625. O U-625 também afundou o Empire Sky de 7455 toneladas, e o Z27 afundou Donbass de 7925 toneladas em 7 de novembro.
- 5 de novembro de 1942: O Catalina H afundou o U-408 ao norte da Islândia.
- 7 de novembro de 1942: O comboio de retorno PQ 15 partiu da Baía e Kola. Uma tempestade dispersou o comboio e afundou o destróier soviético Sokrushitelny, que estava em escolta, em 22 de novembro. O U-625 afundou o Goolistan de 5851 toneladas e o U-601 o Kuznets Lesov de 3974 toneladas.[8][9][10][11][12][13]

## 1943 - Comboios JW
- 31 de dezembro de 1942: As embarcações alemãs Admiral Hipper, Lützow, Z4 Richard Beitzen, Z6 Theodor Riedel, Z16 Friedrich Eckoldt, Z29, Z30 e Z31 atacaram o comboio JW 51B na batalha do Mar de Barents. Os navios alemães danificaram o HMS Obdurate, Obedient e Onslow e afundaram o HMS Achates e Bramble, antes que a força de cobertura aliada chegasse para danificar Hipper e afundar Friedrich Eckoldt.
- 1 de janeiro de 1943: O submarino soviético L-20 afundou o cargueiro Muansa de 5472 toneladas na costa de Kongsfjorden. O U-354 afundou o cargueiro Krasnyj Partizan de 2418 toneladas.
- 29 de janeiro de 1943: O submarino soviético L-20 afundou o cargueiro Othmarschen de 7007 toneladas ao largo do Cabo Nordkinn. O M-171 afundou o cargueiro alemão Ilona Siemers de 3243 toneladas ao largo de Kongsfjorden. O U-255 afundou os quebra-gelo soviéticos Malygin e Ufa de 1892 toneladas. O U-255 afundou o cargueiro Greylock de 7460 toneladas do comboio RA 52 em 3 de fevereiro.
- 12 de fevereiro de 1943: O submarino soviético K-3 afundou um total de 8116 toneladas em Fechenheim.
- 26 de fevereiro de 1943: O comboio JW 53 chegou a Baía de Kola com um navio danificado. O comboio de retorno foi atacado por Junkers Ju 88 Stuka, danificando mais três navios em 27 e 28 de fevereiro. Ataques aéreos nos dias 6 e 13 de março danificaram o cargueiro Ocean Freedom de 7173 toneladas.
- 5 de março de 1943: O navio Liberty U-255 afundou o Richard Bland e o Executive de 4978 toneladas do comboio RA 53. O U-586 afundou 6076 toneladas em 9 de março.
- 12 de março de 1943: Os navios alemães Tipitz, Scharnhorst e Lützow se reuniram em Narvik, para causar danos a comboios aliados durante o verão.
- 16 de março de 1943: O submarino soviético M-122 afundou o Johannisberger de 4533 toneladas ao largo do Fiorde de Varanger.
- 29 de março de 1943: o submarino soviético S-55 afundou o Ajax de 2297 toneladas. Também é dito que a S-101 a afundou.
- 7 de abril de 1943: O HMS Atum afundou o U-644 perto de Jan Mayen.
- 29 de abril de 1943: O submarino soviético S-55 afundou o Sturzsee de 708 toneladas na costa de Nordkyn.
- 17 de maio de 1943: O submarino soviético S-56 afundou o Eurostadt de 1118 toneladas, perto do Kongsfjord. O Wartheland de 3676 toneladas foi levemente danificado pelo impacto causado.